# 圣马可教堂 (腓特烈斯贝)
圣马可教堂（丹麦语：Sankt Markus Kirke）是位于丹麦首都大区腓特烈斯贝市镇的一座教堂，北侧是朱利叶斯·汤姆森广场。圣马可教堂于1900年开工，1902年11月9日竣工。总设计师是卡爾·倫多夫。圣马可教堂建成时，周边尚未开发，周边建筑许多建于1903年至1904年。

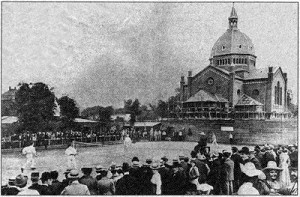
1902年竣工时的圣马可教堂

## 建筑设计
圣马可教堂平面呈十字形布局，外墙采用红砖外墙，建筑风格结合了拜占庭式建筑风格和罗曼式建筑风格的特征。正门上方有一幅由奥斯卡·威勒鲁普（Oscar Willerup）创作的马赛克壁画，描绘了福音书著者圣马可和他的象征——一支羽毛笔和一只狮鹫。